# Мікроклінізація
Мікроклінізація (рос. микроклинизация, англ. microclinization, нім. Mikroklinisation f) — метасоматичні перетворення в мінеральних комплексах, які ведуть до заміщення плагіоклазів мікрокліном (Г. Д. Афанасьєв, 1949).